# Bielskie Jatki

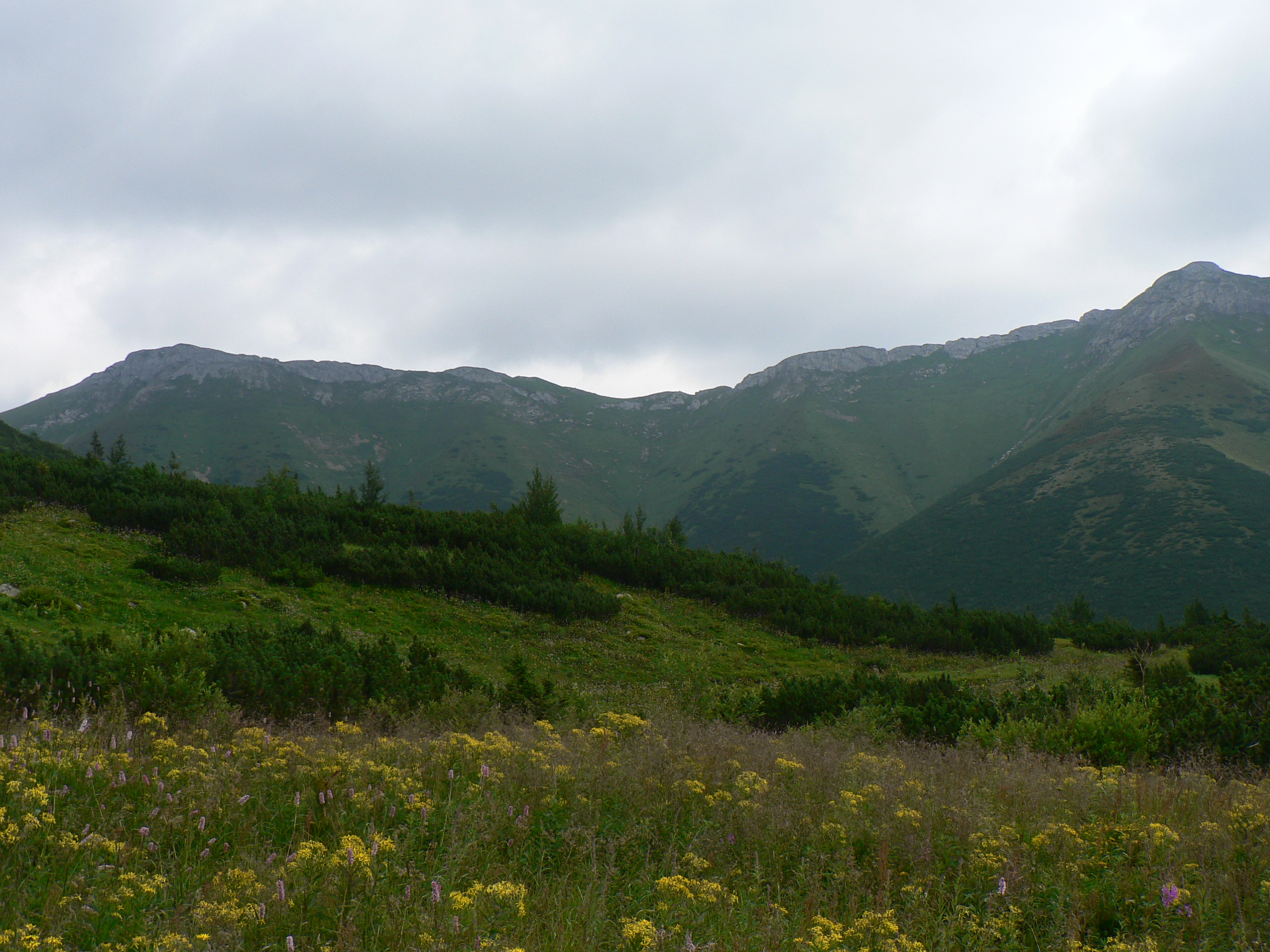
Od lewej: Zadnie, Pośrednie i Skrajne Jatki

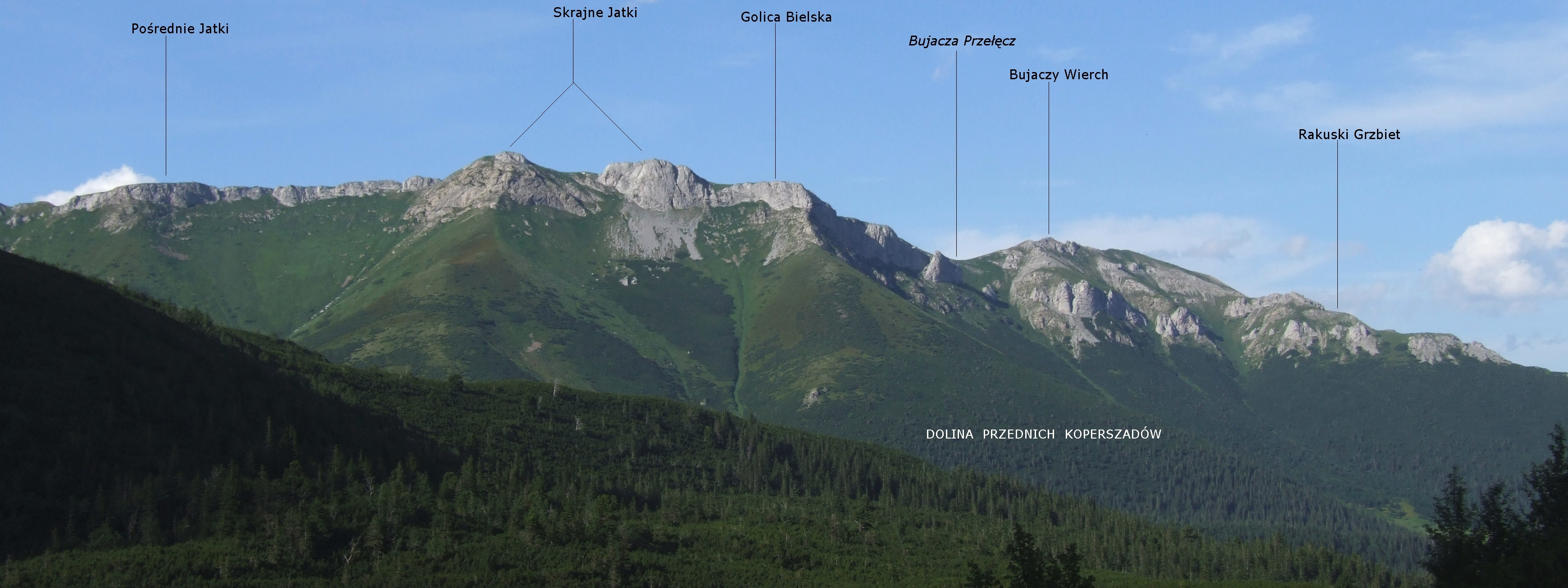
Widok z Zielonej Doliny Kieżmarskiej

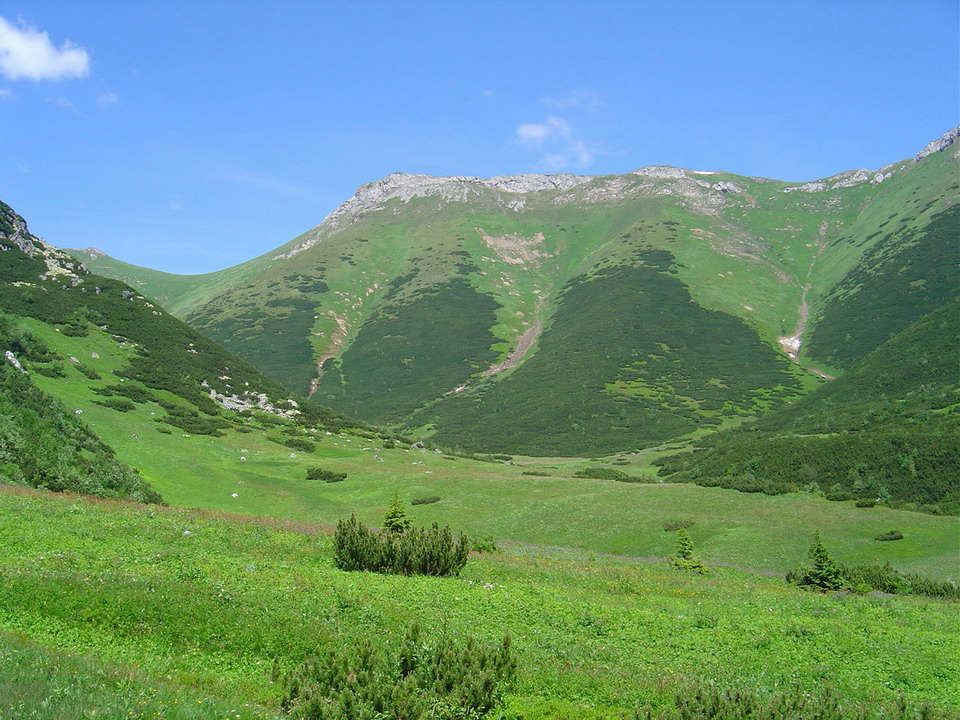
Zadnie Jatki widziane z Doliny Przednich Koperszadów

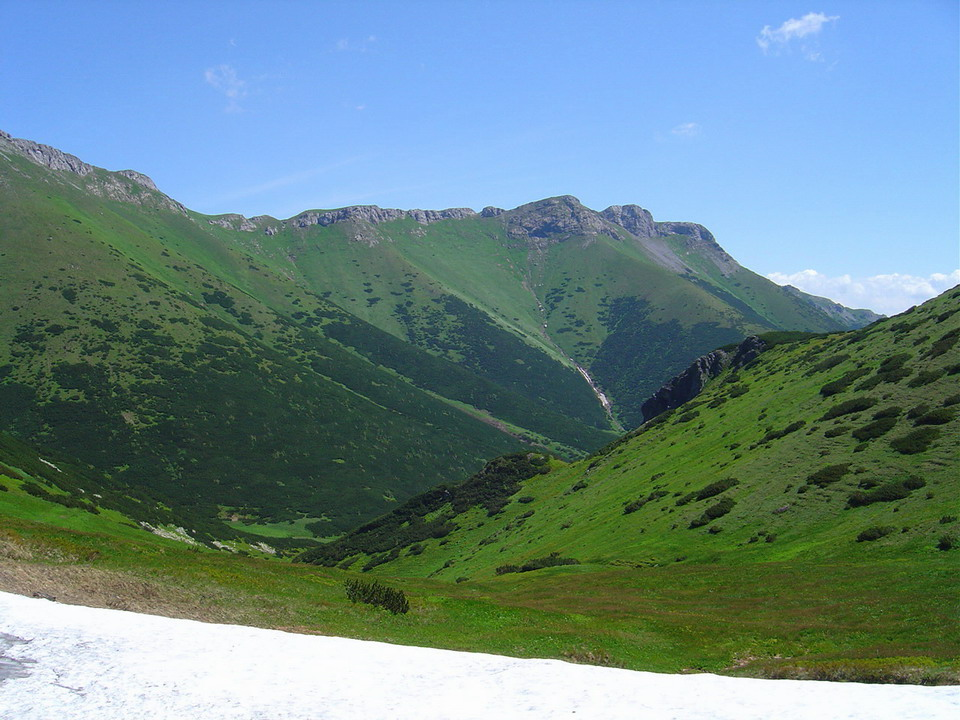
Widok na Pośrednie i Przednie Jatki z Przełęczy pod Kopą

Bielskie Jatki lub po prostu Jatki (słow. Jatky, niem. Fleischbänke, Belaer Fleischbänke, węg. Mészárszékek) – skalisty grzbiet znajdujący się w głównej grani Tatr Bielskich na Słowacji i stanowiący najwyższą część tej grani na wschód od Szalonego Wierchu.

## Przebieg grani
Grzbiet na zachodzie rozpoczyna się zboczami opadającymi na Szaloną Przełęcz (Sedlo pod Hlúpym, 1933 m), która oddziela go od Szalonego Wierchu (Hlúpy, 2061 m), leżącego na północno-wschodnim krańcu grani głównej Tatr. Kolejno na wschód znajdują się wzniesienia, poprzedzielane płytkimi przełęczami:
- Zadnie Jatki (Zadné Jatky) – dwa wierzchołki: 2020 m i 1984 m
- Przełączka nad Wielkim Koszarem – 1950 m
- Pośrednie Jatki – 1980 m
- Przełączka nad Małym Koszarem – 1964 m
- Skrajne Jatki (Przednie Jatki, Predné Jatky) – dwa wierzchołki o wysokości ok. 2012 m
- Golica Bielska – 1981 m[3].

Golica Bielska jest ostatnim wzniesieniem w grani Bielskich Jatek i razem z dwuwierzchołkowymi Skrajnymi Jatkami tworzy charakterystyczny kształt korony, widocznej z Doliny Przednich Koperszadów. Na wschód od Golicy Bielskiej znajduje się rozłożysty masyw Bujaczego Wierchu (Bujačí vrch, 1960 m), oddzielony od grzbietu Jatek szeroką Bujaczą Przełęczą.
Zadnie i Skrajne Jatki są odpowiednio czwartym i piątym co do wysokości szczytem w całych Tatrach Bielskich.

## Otoczenie
Grzbiet Bielskich Jatek ma długość ok. 3 km. Jego południowe zbocza opadają dość stromo do Doliny Przednich Koperszadów, górnego piętra Doliny Kieżmarskiej. U stóp Jatek znajdują się Bielska Rówień i polana Jeruzalem. Do dolin Przednich Koperszadów i Kieżmarskiej opadają Szalony Żleb oraz Żleb spod Jatek.
Północne stoki Jatek Bielskich na niektórych fragmentach są nieco mniej strome. Ku północy od grani Jatek odchodzą też odnogi: długie Kozi Klin z Szaloną Turnią, Łasztowicą i Opaloną Turnią oraz grań rozwidlająca się w Turni nad Jaworzynką, a także krótsze Ciaskowy Klin i Pośredni Diabli Grzbiet. Grzbiety te rozdzielają kilka dolin: Szeroką, Kępy, Jaworzynkę Bielską oraz Wielki i Mały Koszar, górne piętra Doliny pod Koszary.

## Turystyka
Granią Jatek Bielskich do 1978 r. prowadził najbardziej wysunięty na wschód fragment Magistrali Tatrzańskiej, wybudowany już w latach 1893–94 i 1907–08. Został on jednak zamknięty, a na terenie grzbietu utworzono rezerwat ścisły. Obecnie wstęp na teren Jatek jest wzbroniony. Najlepsze widoki na grań rozciągają się z okolic Przełęczy pod Kopą (rozwidlenie szlaków zielonego i niebieskiego) oraz z zielonego szlaku, wiodącego Doliną Kieżmarską.
Wschodnia część grani Jatek na niektórych mapach widnieje pod nazwą Koszary (Košiare). Nazwa samego grzbietu prawdopodobnie wiąże się z częstymi przypadkami spadania z jej południowych zboczy wypasanych w przeszłości bydła i koni.